# Angéla Németh
Angéla Németh, född 18 februari 1946 i Budapest, död 5 augusti 2014 i Budapest, var en ungersk friidrottare.
Németh blev olympisk mästare i spjutkastning 1968 i Mexico City.
Hon utsågs 1968 och 1969 till Årets ungerska idrottskvinna efter att ha blivit olympiska mästarinna 1968 och europamästarinna 1969.